# Alesbury
La Alesbury è un'automobile irlandese, costruita a Edenderry nella Contea di Offaly (all'epoca King's County) dall'azienda di Daniel Alesbury (talvolta citato come Aylesbury), che produceva vari manufatti in legno, tra i quali ruote, come i cerchioni per le prime Rover.

## Contesto
Venne presentata al Dublin Motor Show nel 1907, era una vettura a quattro posti, costruita in legno, dotata di gomme piene e spinta dal motore 8/10 hp bicilindrico della statunitense Stevens-Duryea. La produzione si limitò a quest'unico modello e la Alesbury Bros, pressata dalla forte concorrenza, ne interruppe la costruzione già nel successivo 1908.